# 최원종 (양궁 선수)
최원종(1978년 1월 13일~)은 대한민국의 양궁 선수이다.
2003년 제6회 전국실내 양궁대회 남자 일반부 우승, 2005.10 제86회 전국체육대회(울산) 일반부 개인전 4강 120점(만점) 세계신기록, 2005년 제43회 세계양궁선수권대회 리커브 부문 단체전 우승, 2005년 자황컵 체육대상 남자 최우수기록상을 받았다.
2011년 1월 양궁 선수 김문정과 결혼하였다.

## 출신 학교
- 예천초등학교
- 예천중학교
- 경북체육고등학교

## 소속팀
- 예천군청

## 같이 보기
- 궁술
- 대한민국 양궁 선수 목록